# Милман, Адолфо
Адо́лфо Ми́лман (порт. Adolpho Milman; 26 июля 1915 года, Аргентина — 11 августа или 22 февраля 1980 года, Рио-де-Жанейро), более известный как Ру́ссо (порт. Russo) — бразильский футболист русского происхождения, нападающий.

## Биография
Один из лучших футболистов в истории «Флуминенсе», забил за клуб 154 мяча в 249 матчах, по другим данным 149 мячей в 248 играх, по третьим данным 157 голов в 244 встречах, по четвёртым — 156 голов в 244 матчах. Второй в истории бомбардир классического дерби «Фла-Флу» с 13-ю мячами. Главный герой книги «O Sábio de Chuteiras» (издана в 2006 году).
Адолфо Милман родился в семье российских евреев Соломона и Клары Мильман, которые на тот момент проживали в Аргентине. Ещё в детстве Соломон с семьёй эмигрировал сначала в Буэнос-Айрес, где работал сначала в порту, а затем на фабриках по пошиву одежды. Благодаря этой работе, а также помощи многочисленной еврейской общины города, Соломон смог перевезти в Южную Америку всю семью, включая отца, мать и двух сестёр. Из Буэнос-Айреса семья переехала в Бразилию в Пелотас. К тому моменту у них были дочери Жуана и Берта и сын Адолфо. Позже в Пелотасе родились Моисей, Исаак, Милтон, Роза и Ада. Там семейство открыло свою фирму по пошиву курток и пальто «Лондрес».
Большую часть карьеры Милман провёл в клубе «Флуминенсе», также выступал во Франции за клуб «Сереле». В сборной Бразилии Руссо провёл 1 матч с командой Перу на чемпионате Южной Америки, на котором его команда заняла 3-е место.
После завершения карьеры футболиста, Руссо работал тренером. В частности руководил «Америкой» в 1949 году и исполняющим обязанности главного тренера в 1955 году во «Флуминенсе» во время турнира Рио-Сан-Паулу. Также он работал в штабе сборной Бразилии, во время руководства оной Жуаном Салданьей, который был его близким другом.

## Международная статистика
| Матчи Руссо за сборную Бразилии | Матчи Руссо за сборную Бразилии | Матчи Руссо за сборную Бразилии | Матчи Руссо за сборную Бразилии | Матчи Руссо за сборную Бразилии | Матчи Руссо за сборную Бразилии | Матчи Руссо за сборную Бразилии |
| ------------------------------- | ------------------------------- | ------------------------------- | ------------------------------- | ------------------------------- | ------------------------------- | ------------------------------- |
| №                               | Дата                            | Место проведения                | Оппонент                        | Счёт                            | Голы                            | Турнир                          |
| 1                               | 21 января 1942                  | Монтевидео                      | Перу                            | 2:1                             | -                               | Чемпионат Южной Америки         |

## Достижения

### Командные
- Чемпион штата Рио-де-Жанейро: 1936, 1937, 1940, 1941

### Личные
- Лучший бомбардир турнира чемпионов Бразилии: 1937 (7 голов)

## Статистика выступлений
| Клуб             | Сезон            | Лига Кариока | Лига Кариока | Турниры штатов | Турниры штатов | Прочие | Прочие | Итого | Итого | Товарищеские матчи | Товарищеские матчи | Всего | Всего |
| Клуб             | Сезон            | Игры         | Голы         | Игры           | Голы           | Игры   | Голы   | Игры  | Голы  | Игры               | Голы               | Игры  | Голы  |
| ---------------- | ---------------- | ------------ | ------------ | -------------- | -------------- | ------ | ------ | ----- | ----- | ------------------ | ------------------ | ----- | ----- |
| Флуминенсе       | 1933             | 2            | 0            | 9              | 1              | 0      | 0      | 11    | 1     | 1                  | 0                  | 12    | 1     |
| Флуминенсе       | 1934             | 12           | 3            | -              | -              | 16     | 6      | 28    | 9     | 9                  | 7                  | 37    | 16    |
| Флуминенсе       | 1935             | 11           | 11           | -              | -              | 8      | 8      | 19    | 19    | 11                 | 4                  | 30    | 23    |
| Флуминенсе       | 1936             | 7            | 8            | -              | -              | 8      | 6      | 15    | 14    | 9                  | 4                  | 24    | 18    |
| Флуминенсе       | 1937             | 3            | 1            | 6              | 7              | 1      | 0      | 10    | 8     | 5                  | 5                  | 15    | 13    |
| Флуминенсе       | 1938             | 0            | 0            | -              | -              | 0      | 0      | 0     | 0     | 0                  | 0                  | 0     | 0     |
| Флуминенсе       | 1939             | 6            | 3            | -              | -              | 0      | 0      | 6     | 3     | 5                  | 3                  | 11    | 6     |
| Флуминенсе       | 1940             | 15           | 7            | 3              | 2              | 0      | 0      | 18    | 9     | 1                  | 5                  | 19    | 14    |
| Флуминенсе       | 1941             | 14           | 13           | -              | -              | 2      | 8      | 16    | 21    | 10                 | 8                  | 26    | 29    |
| Флуминенсе       | 1942             | 23           | 12           | 4              | 1              | 0      | 0      | 27    | 13    | 8                  | 2                  | 35    | 15    |
| Флуминенсе       | 1943             | 15           | 14           | -              | -              | 8      | 1      | 23    | 15    | 7                  | 4                  | 30    | 19    |
| Флуминенсе       | 1944             | 0            | 0            | -              | -              | 3      | 2      | 3     | 2     | 2                  | 0                  | 5     | 2     |
| Всего за карьеру | Всего за карьеру | 108          | 72           | 22             | 11             | 46     | 31     | 176   | 114   | 68                 | 42                 | 244   | 156   |